# 바이오로그디바이스
바이오로그디바이스(Biolog Device Co. Ltd.)는 대한민국의 스마트폰 카메라 모듈 부품기업이다. 본사는경기도 용인시 기흥구 기흥로 58-1 제A동 1805호 (구갈동, 기흥ICT밸리SKV1)에 위치해 있으며 대표이사는 황훈이다. 스마트폰 카메라 액추에이터에 사용되는 AF/OIS 전자조립부품(FPCB Assy)을 제조한다 최대주주인 디에스누림을 대상으로 한 유상증자 납입을 연기하고 납입금액도 47억원에서 38억원으로 줄이며 회사 유동성에 우려가 있다

## 역사
2012년에 비엘디 상호로 설립되어 2015년에 현재 상호로 변경한 바 있으며, 2015년 12월에 코스닥 시장에 상장되었다
2021년 7월 생체인증 벤처기업 옥타코와 함께 양자난수생성(QRNG)기술을 개발했다.

## 테마주
윤석열 대통령과 서울대학교 법대 동문인 김원일 사외이사를 영입해 윤석열 관련주로 여겨진다

## 같이 보기
- 금성축산진흥
- 은산기업
- 바이오임팩트
- 제주 CC
- 양자컴퓨터

## 참고문헌
1. ↑  김세연, 바이오로그디바이스, 1년마다 바뀌는 최대주주, 탑데일리, 2023-07-03
2. ↑  길민권, 바이오로그디바이스 황훈 대표 “네트워크 활용해 초우량 기업으로 탈바꿈 시킬 것”, 2021.06.02
3. ↑  바이오로그디바이스, 정기주총 성료…"카메라 모듈 수요 증가에 긍정적 실적 전망", 뉴스핌, 2024년 3월 28일
4. ↑  'CB상환·유증연기' 바이오로그, 빈 곳간 잘 채울까?, 딜사이트, 2023년 12월 7일
5. ↑  한국IR협의회-기술분석보고서-바이오그디바이스, 2018. 12. 20[깨진 링크(과거 내용 찾기)]
6. ↑  나원석, 윤석열 관련주? 바이오로그디바이스 급등, 금강일보, 2021.07.06